# Neumoegenia poetica
Neumoegenia poetica är en fjärilsart som beskrevs av Augustus Radcliffe Grote 1882. Neumoegenia poetica ingår i släktet Neumoegenia och familjen nattflyn. Inga underarter finns listade i Catalogue of Life.